# Навколозоряний диск
Навколозоряний диск — це скупчення речовини на орбіті навколо зорі, що має форму тора, круглого диска або кільця і складається з газу, пилу, планетозималей, астероїдів або уламків, що утворюються внаслідок зіткнень. Навколо молодших зір вони становлять своєрідні резервуари речовини, із яких пізніше можуть сформуватись планети. Навколо старших зір вони свідчать про те, що відбулося формування лише планетозималей, а навколо білих карликів вони свідчать про те, що планетна речовина пережила усі етапи зоряної еволюції. Такий диск може проявлятися різними способами.

## Молода зоря

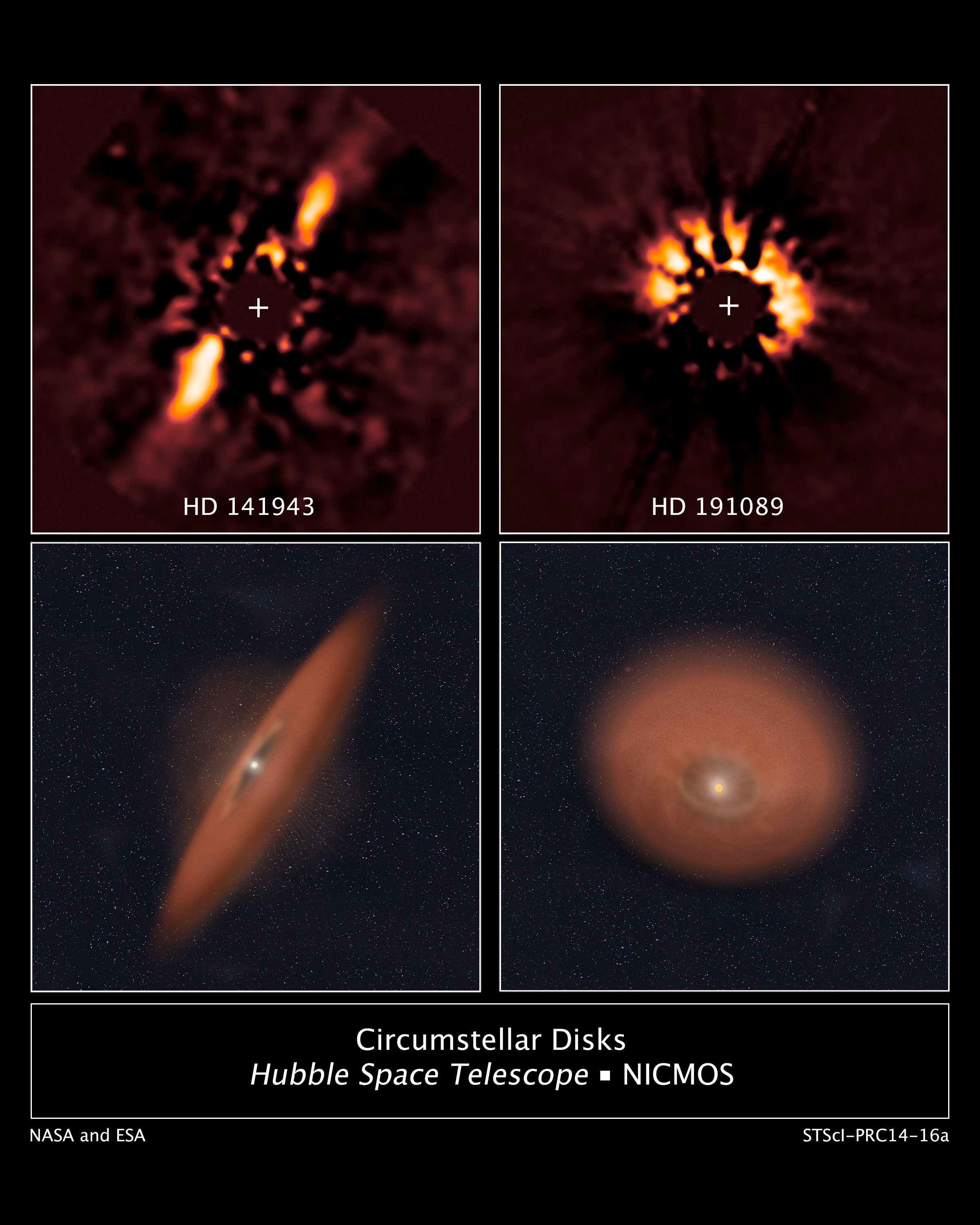
Навколозоряні диски HD 141943 та HD 191089.

Згідно з прийнятою моделлю формування зір, яку іноді окреслюють терміном «небулярна гіпотеза», зоря формується внаслідок гравітаційного колапсу згустку речовини всередині велетенської молекулярної хмари. Речовина, яка бере участь у цьому процесі, має певне значення моменту імпульсу, що в результаті призводить до утворення газоподібного протопланетного диска навколо молодої зорі, який обертається. Протопланетний диск — це навколозоряний диск із газу та пилу високої густини, який продовжує наповнювати центральну зорю. Цей диск може містити декілька процентів маси центральної зорі, переважно в газоподібній формі, причому більшість газу є воднем. Фаза акреційного диска триває від декількох до 10 мільйонів років. Швидкість акреції зазвичай становить від 10−7 до 10−9 сонячних мас на рік, але може варіюватися.
Диск поступово охолоджується, перебуваючи у фазі, відомій як фаза зорі Т Тельця. У межах цього диска може відбуватися формування невеликих пилових зерен із частинок породи та льоду, які в свою чергу можуть згодом з'єднуватися, утворюючи планетозималі. Якщо диск є достатньо масивним, починаються безупинні акреції, в результаті яких формуються зачатки планет. Утворення планет вважається природним результатом формування зір. Сонцеподібна зоря зазвичай потребує близько 100 мільйонів років для того, аби остаточно сформуватися.

## Навколозоряні диски в межах Сонячної системи
- Пояс астероїдів — це резервуар невеликих космічних тіл у нашій Сонячній системі, розташований між орбітами Марса та Юпітера. Цей пояс є джерелом міжпланетного пилу.
- Пояс Койпера-Еджворта
- Розсіяний диск
- Хмара Оорта-Епіка / Хмара Гіллза, лише внутрішня хмара Оорта має тороїдну форму. Зовнішня хмара Оорта має радше сферичну форму.

## Подвійна система
- Навколопервинний диск[невідомий термін] — це диск, що обертається навколо первинної (тобто масивнішої) зорі у подвійній зоряній системі.[2]
- Навколовторинний диск[невідомий термін] — це диск, що обертається навколо вторинної (тобто менш масивної) зорі у подвійній зоряній системі.
- Навколоподвійний диск[невідомий термін] — це диск, що перебуває на орбіті обидвох — основної та вторинної зірок подвійної зіркової системи.

## Пил
- Осколковий диск складається із планетозималей, перемішаних із дрібним пилом та невеликою кількістю газів, що утворюються внаслідок їх зіткнень та випаровування. Початковий газ та дрібні частинки пилу розсіялися або накопичилися на планетних тілах.[3]
- Зодіакальна хмара або міжпланетний пил — це речовина у Сонячній системі, що утворилася внаслідок зіткнень астероїдів та випаровування комет; для спостерігачів із Землі виглядає як смуга розсіяного світла вздовж екліптики перед світанком або після заходу сонця.
- Екзозодіакальний пил — це пил навколо іншої зірки, не Сонця; розташування області цього пилу є аналогічним розташуванню зодіакальної хмари у нашій власній Сонячній системі.